# Championnat de Corse de cross-country
Le Championnat de Corse de cross-country est la compétition annuelle de cross-country désignant le champion de Corse de la discipline. Il est qualificatif pour le Championnat de la Méditerranée de cross-country (demi-finale des Championnats de France de cross-country).

## Palmarès cross long hommes
- 2004 : Abdea Zbairi
- 2005 : Kalid Safour
- 2006 : Laurent Leglise
- 2007 : Luis Tallon
- 2008 : Julien Bartoli
- 2009 : Mohamed Bojattoy
- 2010 : Julien Bartoli (AJB)
- 2011 : Julien Bartoli (AJB)
- 2012 : Julien Bartoli (AJB)
- 2013 : Franky Hernould (AJB)
- 2014 : Franky Hernould (AJB)
- 2015 : Jean Khemouche
- 2016 : Karim Marouan
- 2017 : Annulée
- 2018 : Jean Khemouche
- 2019 : Sullivan Baralle
- 2020 : Sullivan Baralle

## Palmarès cross long femmes
- 2004 : Christelle Leca
- 2005 : Hasna Benanaya
- 2006 : Hasna Benanaya
- 2007 : Hasna Benanaya
- 2008 : Aurélie Didier
- 2009 : Muriel Gasnier
- 2010 : Najia Boutiche
- 2011 : Najia Boutiche
- 2012 : Hasna Benanaya
- 2013 : Hasna Benanaya
- 2014 : Hasna Benanaya
- 2015 : Marilyne Magnavacca
- 2016 : Marilyne Magnavacca
- 2017 : Annulée
- 2018 : Marina Deiana
- 2019 : Emmanuelle Moracchini
- 2020 : Marilyne Magnavacca